# Нониус (порода)
Нониус (венг. Nóniusz) — венгерская порода лошадей, названная в честь своего англо-нормандского основателя.

## Описание
Обычно тёмного цвета, это мускулистая и костлявая порода, по типу похожая на других легкоупряжных и ездовых лошадей. Порода была выведена на Императорском конном заводе в Мезёхедьеше (Венгрия) путем тщательного линейного разведения. Первоначально эта порода была выведена как лёгкая упряжная и служебная лошадь для венгерской армии, а в XX веке она стала использоваться и в сельском хозяйстве. Разрушения Второй мировой войны значительно сократили популяцию нониусов, а в послевоенные десятилетия спад в использовании лошадей в Венгрии привёл к тому, что многие представители породы были отправлены на убой. Сегодня порода разводится специалистами по охране природы и используется в сельском хозяйстве, для любительской езды и участия в спортивных соревнованиях по драйвингу. Наибольшее поголовье лошадей нониусов по-прежнему встречается в Мезёхедьеше, а также в других странах Восточной Европы.

## История
Порода Нониус обязана своим названием своему родоначальнику. Поскольку его потомки мужского пола носят его имя, его называют «Нониус-старший». Нониус-старший родился в 1810 году в Кальвадосе (Франция). Его отца звали Орион, и, хотя источники расходятся во мнениях относительно его происхождения, он был либо чистокровной верховой лошадью, либо норфолкским рысаком, либо их помесью. Мать Нониуса-старшего была нормандской кобылой, что делало его англо-нормандской лошадью. Он был захвачен из французской конюшни в Розьер-о-Салин во время Наполеоновских войн и привезен в Мезёхедьеш в 1816 году.